# La Nuit au musée (bande originale)
Pour l’article homonyme, voir La Nuit au musée (saga).
Albums de Alan Silvestri
The Wild
(2006) La Légende de Beowulf
(2007)
Bandes originales de La Nuit au musée
La Nuit au musée 2
(2009)
Night at the Museum - Original Motion Picture Soundtrack, composé par Alan Silvestri, est la bande originale, distribué par Varese Sarabande, du film fantastique américain réalisé par Shawn Levy, La Nuit au musée, sortis en 2006.

## Liste des titres
Toute la musique est composée par Alan Silvestri..
| 1.    | Night At The Museum                | 2:35 |
| 2.    | One Of Those Days                  | 0:49 |
| 3.    | An Ordinary Guy?                   | 1:27 |
| 4.    | Tour Of The Museum                 | 2:35 |
| 5.    | Civil War Soldiers                 | 4:08 |
| 6.    | Out Of Africa                      | 1:07 |
| 7.    | Meet Dexter                        | 1:27 |
| 8.    | Mayan Warriors                     | 0:57 |
| 9.    | Where's Rexy?                      | 0:48 |
| 10.   | West From Africa                   | 1:49 |
| 11.   | The Iron Horse                     | 1:06 |
| 12.   | Saved By Teddy                     | 1:57 |
| 13.   | Tablet Of Akmenrah                 | 0:37 |
| 14.   | Tracking, Dear Boy                 | 1:08 |
| 15.   | Some Men Are Born Great            | 0:50 |
| 16.   | Sunrise                            | 0:42 |
| 17.   | Study Up On History                | 2:15 |
| 18.   | Teddy Likes Sacagawea              | 1:53 |
| 19.   | Tearing Limbs                      | 1:45 |
| 20.   | Caveman On Fire                    | 0:43 |
| 21.   | Outrun The Sun                     | 0:58 |
| 22.   | Show You What I Do                 | 2:55 |
| 23.   | Tablet's Gone                      | 2:45 |
| 24.   | Theodore Roosevelt At Your Service | 1:11 |
| 25.   | This Is Your Moment                | 2:10 |
| 26.   | Rally The Troops                   | 1:07 |
| 27.   | Tree Take Down                     | 1:21 |
| 28.   | Cecil's Escape                     | 1:26 |
| 29.   | Stage Coach                        | 2:28 |
| 30.   | Teddy In Two                       | 1:18 |
| 31.   | Cab Ride                           | 0:50 |
| 32.   | Big Fan                            | 1:03 |
| 33.   | Heroes Return                      | 0:54 |
| 34.   | A Great Man                        | 0:57 |
| 35.   | Full House                         | 1:21 |
| 53:22 |                                    |      |

## Musiques additionnelles
- Outre les titres présents, sur l'album, on entend aussi durant le film les morceaux suivants[1] :
  - Eye of the Tiger
    - Écrit par Jim Peterik[2] et Frankie Sullivan[3]

  - Dem Bones (Non crédité)
    - Écrit par James Weldon Johnson
    - Sifflé par Ben Stiller
    - Chanson traditionnelle

  - Tequila
    - Écrit par Chuck Río
    - Interprété par The Champs
    - Avec l'aimable autorisation de "Sony / ATV Music Publishing LLC d/b/a Masters International"

  - Mandy
    - Musique de Richard Kerr
    - Parole de Scott English
    - Interprété et produit par "Leetown"

  - Camptown Races
    - Écrit par Stephen Foster

  - She'll Be Comin' Round The Mountain
    - Chanson traditionnelle

  - Weapon Of Choice
    - Écrit par Ashley Slater[4], Sly Stone[5], Bootsy Collins[6], Fatboy Slim[7], Mista Lawnge[8] et Andres Titus
    - Interprété par Fatboy Slim featuring Bootsy Collins
    - Avec l'aimable autorisation de Astralwerks
    - Sous licence d'EMI Film & Television Music
    - Bootsy Collins apparaît avec l'aimable autorisation  de WEA Records Germany

  - September
    - Écrit par Maurice White, Al McKay et Allee Willis
    - Interprété par Earth, Wind and Fire[9]
    - Avec l'aimable autorisation de Columbia Records
    - Par arrangement avec Sony BMG Music Entertainment

  - Tonight
    - Écrit par Cham[10], Ali Dee[11], Zach Danziger, Julian Davis, Alana Da Fonseca[12] et Dave Kelly
    - Interprété par Keke Palmer featuring Cham
    - Produit par Ali Dee pour Deetown Productions
    - Keke Palmer interprète avec l'aimable autorisation d'Atlantic Recording Corporation
    - Cham interprète avec l'aimable autorisation de Madhouse / Atlantic Recording Corporation

  - Friday Nite (Non crédité)
    - Interprété par McFly
    - Écrit par Tom Fletcher, Danny Jones, Dougie Poynter, Jason Perry, Julian Emery et Daniel Carter
    - Avec l'aimable autorisation de Prestige Songs / Universal Music Publishing Ltd. Warner Music